# Pavlov (ort i Tjeckien, Vysočina, lat 49,45, long 15,91)
Pavlov är en ort i Tjeckien.   Den ligger i regionen Vysočina, i den centrala delen av landet, 130 km sydost om huvudstaden Prag. Pavlov ligger 573 meter över havet och antalet invånare är 319.
Terrängen runt Pavlov är platt.Runt Pavlov är det ganska glesbefolkat, med 39 invånare per kvadratkilometer. Närmaste större samhälle är Žďár nad Sázavou, 12,6 km norr om Pavlov. Omgivningarna runt Pavlov är en mosaik av jordbruksmark och naturlig växtlighet.